# Dynastie Đinh
La dynastie Đinh (en vietnamien: nhà Đinh) est une dynastie vietnamienne qui régna sur le Đại Cồ Việt de 968 à 980.

## Histoire
Dès son avènement, l'autorité du dernier représentant de la dynastie Ngô  Ngô Xương Xí est contestée par une dizaine de « seigneurs de la guerre », dont plusieurs se proclament « empereur ». Đinh Bộ Lĩnh, fils du mandarin Đinh Công Trứ, réussit à les vaincre à réunifier le pays et se proclame lui aussi empereur sous le nom de Đinh Tiên Hoàng Đế.
Après le meurtre du nouvel empereur et de son fils le prince héritier, le trône revient à un enfant, Đinh Phê Dê, sous le régence de sa mère l'impératrice Duong Van Nga et du général Lê Hoàn. Ce dernier dépose le jeune empereur, épouse sa mère et fonde la dynastie Lê antérieure.

## Liste des Đinh
- 968-979 : Đinh Tiên Hoàng Đế
- 979-980 : Đinh Dé Toan ou Đinh Phê Dê
  - 979-980:  régence de l'impératrice Duong Van Nga et du général Lê Hoàn